# Snow 2: Brain Freeze
Snow 2: Brain Freeze is een televisiefilm uit 2008 onder regie van Mark Rosman. De hoofdrollen worden vertolkt door Tom Cavanagh, Ashley Williams en Patrick Fabian. De film is een vervolg op Snow uit 2004 en werd voor het eerst uitgezonden op ABC in de aanloop naar Kerstmis.

## Verhaal
Wanneer kerstman Nick Snowden vlak voor Kerstmis zijn geheugen verliest, moet zijn vrouw Sandy er alles aan doen om zijn geheugen te herstellen en Kerstmis te redden. Maar ook zijn aartsvijand Buck Seger ligt op de loer en die wil voorkomen dat Nick zich iets herinnert.

## Rolverdeling
| Acteur           | Personage                  |
| ---------------- | -------------------------- |
| Tom Cavanagh     | Nick Snowden / Santa Claus |
| Ashley Williams  | Sandy Brooks / Mrs. Claus  |
| Patrick Fabian   | Buck Seger                 |
| Jonathan Holmes  | Galfrid                    |
| Alexander Conti  | Ryan                       |
| Hal Williams     | Henry Mays                 |
| Lynley Hall      | Hip Hop Teacher            |
| Janelle Cooper   | Kaitlin Mays               |
| Viv Leacock      | Gustavo                    |
| Chantal Perron   | TV News Reporter           |
| Irene Karas      | Nurse                      |
| Patrick Richards | Drunk Guy                  |
| Wally Houn       | the hospital Janitor       |
| Ron Barge        | Old Man                    |
| Brian Martell    | Business Man               |